# Laurel Bank

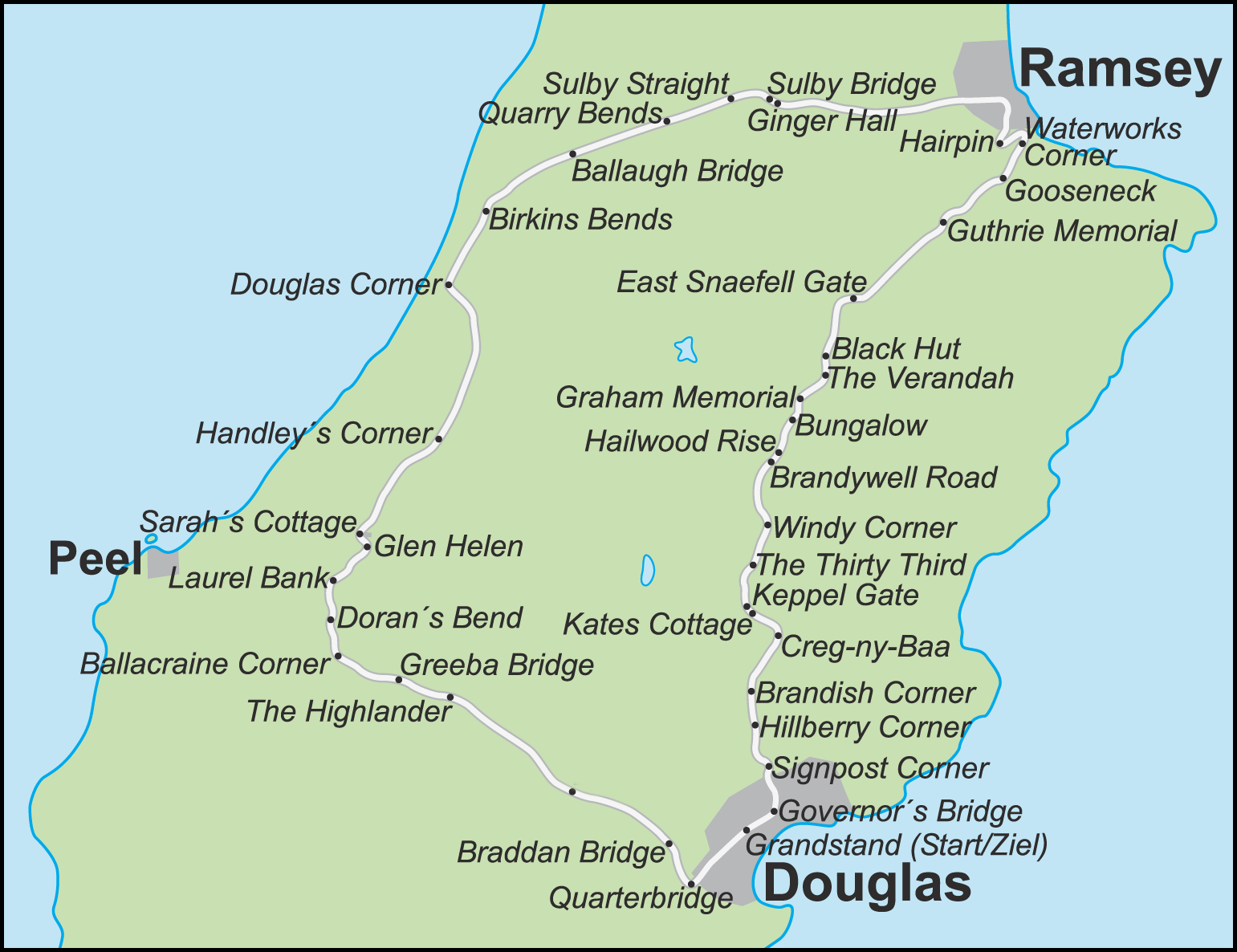
Laurel Bank ligt de westkant van de Snaefell Mountain Course

Het noordwestelijke gedeelte van de Mountain Course. Laurel Bank ligt ten noorden van Ballig. De scherpe bocht naar rechts is Laurel Bank 2

Laurel Bank (Manx: Cronk-ny-Killey= heuvel van de kerk) ligt in de civil parish German op het eiland Man, langs de A3 van Castletown naar Ramsey.

## Naamgeving
Volgens kanunnik Ernest Stenning, priester, lokaal historicus én TT-marshal is de naam Laurel Bank aan het gebied gegeven door de TT-organisatie of door het publiek. Vóór de tijd van de TT heette het Cronk-ny-Killey of Creg-ny-Killey (heuvel van de kerk of rots van de kerk). In de jaren dertig kwam hier de zaagmolen van het Forestry Department van het eiland Man in de binnenbocht aan de rivier Neb te staan en tegenwoordig staat er een houtbewerkingsbedrijf, Island Landscapes.

## Isle of Man TT en Manx Grand Prix
Laurel Bank ligt tussen de 8e en de 9e mijlpaal van de Snaefell Mountain Course. Dat is het stratencircuit dat gebruikt wordt voor de Isle of Man TT en de Manx Grand Prix. Het vormt het een van de markante punten langs dit circuit en ligt tussen Ballacraine en Glen Helen. Laurel Bank maakte ook deel uit van de Highroads Course en de Four Inch Course, die gebruikt werden voor de Gordon Bennett Trial en de RAC Tourist Trophy van 1904 tot 1922. Het hoorde ook bij de St John's Short Course, die voor motorraces werd gebruikt van 1907 tot 1910.

### Circuitverloop
Laurel Bank vormt eigenlijk een serie bochten en is na Doran's Bend het begin van het meer bochtige gedeelte van het circuit aan de westkant van het eiland. Soms wordt Laurel Bank onderverdeeld: Laurel Bank 1, een flauwe linker bocht gevolgd door een flauwe rechter bocht, en Laurel Bank 2, een scherpere rechter bocht. Laurel Bank is een van de minst geliefde gedeelten van het circuit. Zelfs echte TT-enthousiasten vinden het niet prettig om een groot aantal mijlen langs de rotswanden aan de linkerkant te rijden. De kunst is om al bij Doran's Bend het tempo en de lijnen uit te zetten om via Laurel Bank richting Glen Helen te rijden. De toprijders, die dit eenmaal onder de knie hebben, worden in de trainingen vaak gevolgd door beginnelingen die proberen dezelfde snelheid te houden, maar regelmatig correcties moeten uitvoeren waardoor hun rijlijnen verstoord worden. Een verkeerde lijn in een bocht blijft problemen opleveren in de volgende bochten. John Surtees zei na zijn carrière over het gedeelte van Ballacraine tot Glen Helen: "It consists almost entirely of double corners, requiring a series of most unconventional lines. Often you'd have to go into a corner on what appeared to be on the wrong side of te road simply to be correctly placed for its partner. I think that's where a lot of people have come unstuck - taking themselves offline for the second corner." In de beginjaren was het circuit hier ook nog eens onverhard en veel smaller dan tegenwoordig. Op enkele plaatsen zijn de rotsblokken als waarschuwing wit geschilderd en hier verloor zijspancoureur Dave Molyneux in 1999 de controle over zijn combinatie doordat er ook nog een kleine verhoging in de weg zit, waardoor de zijspancombinatie los van de grond kwam. Molyneux en zijn bakkenist Craig Hallam braken enkele botten en schreven hun zijspancombinatie af nadat ze de eerste manche gewonnen hadden. Laurel Bank heeft ook een aantal levens geëist en toen Tom Phillis hier in 1962 verongelukte was dat voor Gary Hocking aanleiding te stoppen met wegracen. Steve Hislop zei over Laurel Bank: "The place I hate is the approach to Laurel Bank. The very first bit with the rocky face, that's always scary". Hislop had daar alle reden toe: in 1988 had hij Doran's Bend binnendoor genomen met zijn hoofd bewust door de heg langs de weg. Dit bleek echter een met klimop bedekte rotswand te zijn. Laurel Bank 2 is een rechter bocht met een vervelende, moeilijk in te schatten apex. Zelfs John McGuinness, die in 2014 al 21 keer een TT-race had gewonnen, zei dat hij het elke keer presteerde de apex bij Laurel Bank 2 te missen. Stuart Graham maakte hier in de vroege jaren zestig een bijzondere schuiver mee. Zijn achterwiel wipte omhoog waardoor hij de controle verloor en tegen de muur in de buitenbocht werd geslagen. Daarbij brak de zool van zijn racelaars af. Hij kaatste helemaal terug naar de muur aan de overkant, weer terug naar de linkerkant en zat nog steeds op zijn motorfiets, zij het op de tank in plaats van het zadel. Hij kreeg weer controle over de motorfiets en kon zijn race voortzetten.

### Verbeteringen aan het circuit
- Voor de race van 1935 werd de weg verbreed bij de Highlander, Laurel Bank, Glen Helen en bij Brandywell, waar ook een schaapshek werd verwijderd.

### Gebeurtenissen bij Laurel Bank
- Op 8 juni 1951 verongelukte Chris Horn met een Norton Manx tijdens de Senior TT
- Op 7 juni 1954 verongelukte Raymond Ashford met een 350cc BSA Gold Star tijdens de training voor de Isle of Man TT
- Op 6 juni 1962 verongelukte de 125cc wereldkampioen van 1961 Tom Phillis met een Honda RC 170 tijdens de Junior TT
- Op 27 mei 1974 verongelukte Peter Hardy met een 750cc HTS-Imp tijdens de training voor de Sidecar TT
- Op 1 juni 1978 verongelukte Steven Davis met een 350cc Yamaha tijdens de training voor de Isle of Man TT
- Op 9 juni 1993 verongelukte Steve Harding met een Yamaha FZR 600 tijdens de Supersport TT

(Markante punten in cursief zijn onofficiële punten of worden alleen gebruikt binnen Marshal Sectors)
1e mijl:
TT Grandstand ·
Nobles Park ·
St Ninian's Crossroads ·
Bray Hill ·
Ago's Leap ·
Quarterbridge Road ·
1st Milestone ·
2e mijl:
Wal Handley Memorial Seat ·
Quarterbridge ·
Port-y-Chee Meadow ·
Braddan Bridge ·
Jubilee Oak ·
Braddan Bridge House ·
Braddan Depot ·
Snugborough (Cronk Dhoo) ·
2nd Milestone ·
3e mijl:
Union Mills (Mullen Dhoo, Mwyllin Dhoo Aah, Mullin Doway) ·
Railway Inn ·
Ballahutchin Hill (Elm Bank Hill) ·
3rd Milestone ·
4e mijl:
Ballafreer ·
Glenlough ·
Ballagarey Corner ·
Glen Vine (Glen Darragh) ·
Ballabeg ·
4th Milestone ·
5e mijl:
Crosby ·
Crosby Left (Vicarage Corner) ·
Crosby Cross-Roads ·
5th Milestone ·
6e mijl:
Crosby Hill (Ballaglonney Hill of Halfway Hill) ·
Halfway House (The Waggon & Horses) ·
St Trinian's ·
The Highlander ·
Greeba Verandah ·
Pear Tree Cottage ·
Greeba Castle ·
6th Milestone ·
7e mijl:
Appledene (Shimmin's Corner) ·
Central Valley (Greeba Gap) ·
Greeba Bridge ·
The Hawthorn ·
Knock Breck ·
Gorse Lea ·
7th Milestone ·
8e mijl:
Ballagarraghyn ·
Ballacraine ·
Ballaspur ·
Ballig ·
8th Milestone ·
9e mijl:
Ballig Bridge ·
Doran's Bend ·
Laurel Bank ·
9th Milestone ·
10e mijl
Glen Moar Mill ·
Black Dub ·
Quarter-Distance Marker ·
The Vaish ·
Glen Helen (Glen Rhenass) ·
Sarah's Cottage ·
Creg Willey's Hill ·
10th Milestone ·
11e mijl:
Lambfell Beg ·
Lambfell (Moar) Cottage ·
Cronk-y-Voddy (Cronk-y-Voddy Straight) ·
Cronk-y-Voddy Cross Roads ·
Molyneux's ·
Cronk Bane Farm ·
11th Milestone ·
12e mijl:
Drinkwater's Bend ·
Handley's Corner (Cronk-y-Fedjag, Ballamenagh) ·
12th Milestone ·
13e mijl:
McGuinness's (Shoughlaigue Bridge) ·
Ballaskyr ·
Barregarrow Cross Roads (Cronk Aashen) ·
Barregarrow ·
Little Bray ·
Barregarrow Bottom ·
Cammal Farm ·
Cronk Urleigh ·
13th Milestone ·
14e mijl:
Ballalonna Bridge ·
Westwood Corner ·
Ballakinnag ·
14th Milestone ·
15e mijl:
Douglas Road Corner ·
Glen Wyllin Corner ·
The Mitre ·
Dave Saville Memorial Seat ·
Kirk Michael ·
The White House ·
15th Milestone ·
16e mijl:
Birkin's Bend ·
Rhencullen ·
Bishopscourt ·
Bishopscourt Farm Bends ·
Bishopscourt Straight ·
Orrisdale North ·
16th Milestone ·
17e mijl:
Dub Cottage (Bishop's Dub) ·
Alpine Cottage ·
Balla Cobb ·
17th Milestone ·
18e mijl:
Ballaugh Bridge ·
Ballaugh ·
Gwen's ·
Ballacrye Corner ·
Ballacrye ·
18th Milestone ·
19e mijl:
Quarry Bends ·
Ballavolley ·
Wildlife Park ·
Sulby Straight ·
Half-distance Marker ·
19th Milestone ·
20e mijl:
Sulby ·
Sulby Glen Hotel ·
Sulby Crossroads ·
Sulby Bridge ·
20th Milestone ·
21e mijl:
Ginger Hall ·
Kerrowmoar ·
21st Milestone ·
22e mijl:
Glen Duff ·
Glentramman ·
Temple Corner (Water Through Corner) ·
Glentramman Loop Road ·
Churchtown ·
Caravan ·
22nd Milestone ·
23e mijl:
Lezayre War Memorial ·
Ballakillingan ·
Conker Fields ·
K-tree ·
Sky Hill ·
Milntown Cottage (Pinfold Cottage) ·
Milntown Bridge (Glen Auldyn Bridge) ·
Milntown ·
Gardener's Lane ·
23rd Milestone ·
24e mijl:
Lezayre Road ·
School House Corner (Crossags, Russel's Corner) ·
Parliament Square ·
Queen's Pier Road ·
Ramsey Depot ·
Cruickshanks Corner ·
May Hill ·
24th Milestone ·
25e mijl:
Whitegates ·
Stella Maris ·
Ramsey Hairpin ·
Little Gooseneck ·
Water Works Corner ·
Ballure Reservoir ·
Mountain Section ·
Tower Bends ·
25th Milestone ·
26e mijl:
Gooseneck ·
Joey's (26th Milestone) ·
27e mijl:
Guthrie's Memorial ·
The Cutting ·
27th Milestone ·
28e mijl:
Milligan's Bridge ·
Mountain Mile ·
28th Milestone ·
29e mijl:
Three-Quarter distance marker ·
Mountain Box (East Mountain Gate, East Snaefell Gate) ·
29th Milestone ·
30e mijl:
Casey's (Rice's Corner, George's Folly) ·
Black Hut (Stonebreakers Hut, Shepherd's Hut) ·
John Smyth Memorial Shelter ·
Verandah ·
30th Milestone ·
31e mijl:
Bungalow Bridge ·
Stonebridge ·
Les Graham Memorial ·
Bungalow Bends ·
McIntyre Box ·
Murray's Museum ·
Joey Dunlop Memorial ·
The Bungalow ·
31st Milestone ·
32e mijl:
Hailwood's Rise ·
Hailwood's Height ·
Brandywell (West Mountain Gate, Beinn-y-Phott Gate, Bungalow Gate) ·
Duke's (32nd Milestone) ·
33e mijl:
Windy Corner (Nobles Corner) ·
Nobles Park Road ·
Slieu Lhost Quarry ·
Thirty-Third (33rd Milestone) ·
34e mijl:
Keppel Gate (Clarke's Corner) ·
Kate's Cottage (Shepherd's House) ·
34th Milestone ·
35e mijl:
Creg-ny-Baa (the Keppel Hotel) ·
Gob-ny-Geay (Sunny Orchard) ·
35th Milestone ·
36e mijl:
Brandish Corner (Telegraph Hill, O'Donnell's en Upper Hillberry Corner) ·
Hillberry Corner ·
36th Milestone ·
37e mijl:
Glen Dhoo Farm ·
Hillberry Road ·
Cronk-ny-Mona ·
Johnny Watterson's Lane ·
Signpost Corner ·
Bedstead Corner ·
The Nook ·
37th Milestone ·
38e mijl:
Bemahague ·
Governor's Bridge ·
Governor's Dip ·
Glencrutchery Road ·
38th Milestone